# Узунада
Узунада (тур. Uzunada) — остров, расположенный у входа в Измирский залив на западном побережье Турции. В переводе с турецкого буквально «длинный остров». Расположен между полуостровом Карабурун на западе и районом Фоча на востоке. Протяжённость острова с севера на юг составляет 9 км. Это четвёртый по площади остров Турции. К югу от него находится несколько небольших островков, в том числе Яссыка.

## Названия

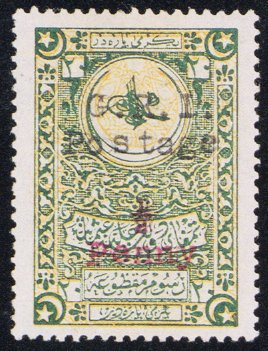
Британская почтово-гербовая марка для оккупированного острова Лонг-Айленд, Османская империя, 1916 г.

У острова несколько названий. Его древнегреческое название было Дримусса (Δρυμούσσα), он также известен под более поздними греческими названиями Макрониси («длинный остров») или Энглезониси («остров англичан»), но более вероятно, что последнее название происходит от слова Enclazomenisi от древнего города Клазомены на противоположном побережье. Британцы также называли остров Честан и Лонг-Айленд.

## История
Фукидид кратко упоминает Дримуссу как место, где несколько кораблей Астиоха остановилось на восемь дней в период сильных ветров на 20-м году Пелопоннесской войны.
После заключения Апамейского договора в 188 г. до н. э. остров перешёл городу Клазомены.
К 1914 году на острове проживало около 2000 османских греков.
Во время Первой мировой войны британский Средиземноморский флот временно оккупировал остров в 1916 году. Во время британской оккупации острова было выпущено несколько редких марок.
После обмена населением между Грецией и Турцией большинство бывших жителей острова поселились в Неа-Ионии, Магнисия, Греция.
На Узунаде в настоящее время отсутствуют поселения из-за того, что остров используется в военных целях.